# عبدالکریم غلاب
عبدالکریم غلاب (انگلیسی: Abdelkrim Ghallab; ۳۱ دسامبر ۱۹۱۹ – ۱۴ اوت ۲۰۱۷) روزنامه‌نگار، و نویسنده اهل مراکش بود. او نویسنده پنج رمان، و سه کتاب مجموعه داستان بوده‌است. در سال ۲۰۰۰ اتحادیه نویسندگان عرب در مصر، یکی از رمان‌های اورا در بین «صد رمان برتر عربی تاریخ» قراردادند. 
رمان او بنام ما گذشته را دفن کردیم  در سال ۱۹۶۶ یک سبک جدید در ادبیات را گشود که رئالیزم ملی گرایانه نام گرفت.
نوشتار عربی او بعنوان یک سبک مجلل و کلاسیک شناخته شده است.

## آثار

### رمان
هفت خوان
   معلم علی (برنده جایزه مراکش 1974).
   ما گذشته را دفن کردیم (برنده جایزه مراکش در سال 1968).
  صبح میاید و شب فرار میکند
   قایق به بهار بازگشت
   آیینه های ترک برداشته :  برنده جایزه مراکش در سال 1994
   پیدایش
   ماورای سلول
   ما گذشته را دفن نکردیم
   رقیه در پاریس
   سرزمین برباد رفته
   تبعیدی ها... برنده می شوند

### رمان کوتاه
بحران پهلوانی
   قهرمان آزاد
   آدم به دنبال حوا
   مسئولیت
   گل رز پژمرده
   تاریکی

### معارف اسلامی
تاریخ اسلام: چهار نسخه.
   تعارض عقیده و عقیده در قرآن: چهار نسخه
   جماعتی از مؤمنان از هدایت قرآن: دو چاپ
   درباره فرهنگ اسلامی و ادبیات قرآنی: یک چاپ
   اسلام در برابر چالش ها: یک نسخه
   اسلام از ژرفای قرآن: یک چاپ

### سیاست
استقلال: چاپ اول
   در اصلاحات روستایی: یک نسخه
   این قانون اساسی است: 1 نسخه
   دفاع از دموکراسی: دو نسخه
   نبرد عرب ما علیه استعمار و صهیونیسم: (همراه با محمد العربی المساری و عبدالجبار السحیمی)، یک چاپ.
   نبرد سرنوشت برای اصلاح معارف و عرب سازی: (همراه با محمد العربی المساری و عبدالجبار السحیمی)، یک چاپ.
   توسعه قانون اساسی و پارلمانی در مراکش: سه نسخه.
   صد سال مبارزه دموکراتیک: یک نسخه
   سهم زبان فرانسه در روابط و موضوع غرب زدگی و هژمونی
   با مردم در مجلس: یک نسخه.
   قدرت نهادها در میان مردم و حکومت: یک نسخه
   چرا کمونیسم فروپاشید: یک نسخه
   درباره اندیشه سیاسی: یک نسخه
   تجدید ایالت و تغییر سیاست: چاپ اول
   صد سال مبارزه دموکراتیک: 1 نسخه   